# Walentina Georgijewna Ryschenko
Walentina Georgijewna Ryschenko, geboren Selenina, (russisch Валентина Георгиевна Рыженко; * 1. Januar 1948 in Tschistopol, Tatarische Autonome Sozialistische Sowjetrepublik) ist eine sowjetische bzw. russische Historikerin und Hochschullehrerin.

## Leben
Ryschenkos Eltern waren Arbeiter der Tschistopoler Uhrenfabrik. Von 1966 bis 1972 studierte sie an der Lomonossow-Universität Moskau (MGU) in der Historischen Fakultät. Es folgte dort die Aspirantur am Lehrstuhl für Geschichte der UdSSR (Abschluss 1976). Besonders beeinflusst war sie von Walerija Selunskaja, Iwan Kowaltschenko, Sigurd Schmidt, Ljudmila Sak, Michail Glawazki, Warlen Soskin, Lorina Repina, Jurik Wedenin, Dmitri Samjatin und Walentina Korsun wie auch von den Arbeiten Iwan Greaves', Nikolai Anziferows, Lew Welichows, Wjatscheslaw Glasytschews, Moissei Kagans und Karl Schlögels. Ryschenko verteidigte 1977 mit Erfolg ihre Dissertation über die landwirtschaftliche Intelligenzija der RSFSR in der Zeit des Aufbaus 1926–1937 für die Promotion zur Kandidatin der historischen Wissenschaften.
Ab 1978 lehrte Ryschenko an der Universität Omsk zunächst als Assistentin, ab 1983 als Dozentin und ab 2001 als Professorin des Lehrstuhls für neue vaterländische Geschichte und Historiographie der Historischen Fakultät.
Von 1993 bis 2014 leitete Ryschenko in Omsk den Sektor für Dynamik der lokalen kulturhistorischen Prozesse der Sibirischen Filiale des Russischen Instituts für Kulturologie in Moskau. Sie verteidigte 2004 in Jekaterinburg in der Ural-Abteilung der Russischen Akademie der Wissenschaften (RAN) als Doktor-Dissertation ihre Monografie über die  Intelligenzija im Kulturleben einer sibirischen Großstadt in den 1920er Jahren mit Behandlung von Problemen der Theorie, der Geschichte, der Historiographie und der Forschungsmethoden mit Erfolg für die Promotion zur Doktorin der historischen Wissenschaften. Die förmliche Ernennung zur Professorin erfolgte 2006.
Ryschenko pflegt den ständigen Kontakt mit der Omsker Filiale des Instituts für Archäologie und Ethnographie der Sibirischen Abteilung der RAN in Nowosibirsk, mit der Universität Nowosibirsk und mit den höheren Bildungseinrichtungen und wissenschaftlichen Zentren in Iwanowo, Irkutsk, Jekaterinburg, Moskau, Perm und Tscheljabinsk.
Ryschenko ist mit dem Kandidaten der technischen Wissenschaften Leonid igorewitsch Ryschenko verheiratet und hat einen Sohn und zwei Töchter.

## Ehrungen, Preise
- Wladimir-Pawlowitsch-Birjukow-Preis der Oblast Tscheljabinsk (2005)[2]
- Verdiente Hochschularbeiterin der Russischen Föderation (2010)[6]
- Verdiente Professorin der Universität Omsk (2017)[4]
- Sergei-Manjakin-Medaille der Oblast Omsk (2019)